# رسائل من صدف (مسلسل)
رسائل من صدف مسلسل كويتي حديث يعرض على قناة الرأي في تاريخ 22 أغسطس 2009، 1 رمضان 1430، يحكي قصة طفل أسمة فواز توفت والدتة فتزوج والدة على امرأة لتربية (نورية) ولكنها كانت تكرهه وأرغمت والدة على أدخاله إلى الإصلاحية لإكمال تربيتة ومنعت والدة أن يزوره في الإصلاحية ،وعندما تخرج من المدرسة ذهب إلى بيت والدة ولكن زوجة والدة طردتة فذهب إلى عمة الي أخبر والدة ولكنه لم يصدق لأن عندما سأل زوجتة نورية قالت انه لم يأت كان لفواز صديق كان يسمى حسن منذ الصغر قابلة في مكتبة الجامعة فتذكروا أيام الطفولة وأرغمة على أن يقابل والدية بعد فترة تزوج فواز أخت حسن.. لم ينتهي المسلسل حتى الآن